# Siegenburg
Siegenburg là một đô thị thuộc huyện Kelheim, bang Bayern, Đức.
Siegenburg có diện tích 25,63 km2, dân số cuối năm 1006 là 3291 người.